# Nomada semisuavis
Nomada semisuavis är en biart som beskrevs av Cockerell 1910. Nomada semisuavis ingår i släktet gökbin, och familjen långtungebin. Inga underarter finns listade i Catalogue of Life.